# Okręg Affoltern
Affoltern, Knonauer Amt, Säuliamt (niem. Bezirk Affoltern, hist. Zürcher Freiamt) – okręg w północnej Szwajcarii, w kantonie Zurych. Siedziba administracyjna okręgu znajduje się w mieście Affoltern am Albis. 

## Podział administracyjny
Okręg składa się z 14 gmin (Politische Gemeinde) o powierzchni 113,03 km² i o liczbie mieszkańców 56 899.
Gminy:
1. Aeugst am Albis
2. Affoltern am Albis
3. Bonstetten
4. Hausen am Albis
5. Hedingen
6. Kappel am Albis
7. Knonau
8. Maschwanden
9. Mettmenstetten
10. Obfelden
11. Ottenbach
12. Rifferswil
13. Stallikon
14. Wettswil am Albis